# 한국 서울 성전
한국 서울 성전은 서울특별시 서대문구 창천동 500-23에 있는 예수 그리스도 후기 성도 교회의 성전으로 20세기에 지어진 37번째 성전이다. 신촌역 인근에 있다.

## 역사
한국 서울 성전은 아시아 대륙에서 처음 지어진 성전이다. 1981년 4월 1일에 설립계획이 발표되었고, 1985년 12월 14일에 고든 B 힝클리 회장에 의해 헌납되었다.

## 같이 보기
- 예수 그리스도 후기성도 교회